# Monassut-Audiracq
Monassut-Audiracq ist eine französische Gemeinde mit 372 Einwohnern (Stand 1. Januar 2022) im Département Pyrénées-Atlantiques in der Region Nouvelle-Aquitaine (vor 2016: Aquitanien). Die Gemeinde gehört zum Arrondissement Pau und zum Kanton Terres des Luys et Coteaux du Vic-Bilh (bis 2015: Kanton Lembeye).
Der Name in der gascognischen Sprache lautet Monassut-Audirac.

## Geographie
Monassut-Audiracq liegt ca. 25 km nordöstlich von Pau in der Region Vic-Bilh der historischen Provinz Béarn am nordöstlichen Rand des Départements.
Umgeben wird Monassut-Audiracq von den Nachbargemeinden:
| Escoubès   | Coslédaà-Lube-Boast Lussagnet-Lusson        | Simacourbe |
| Riupeyrous | Kompassrose, die auf Nachbargemeinden zeigt | Gerderest  |
|            | Saint-Laurent-Bretagne                      | Abère      |

Monassut-Audiracq liegt im Einzugsgebiet des Flusses Adour. Der Lasset, ein Nebenfluss des Petit Lées, strömt mit seinem Nebenfluss, dem Plassot, durch das Gebiet der Gemeinde ebenso wie der Lées. Außerdem markiert die Passade, ein Nebenfluss des Ruisseau de Lapassade, einen großen Teil der Grenze zur Nachbargemeinde Saint-Laurent-Bretagne.

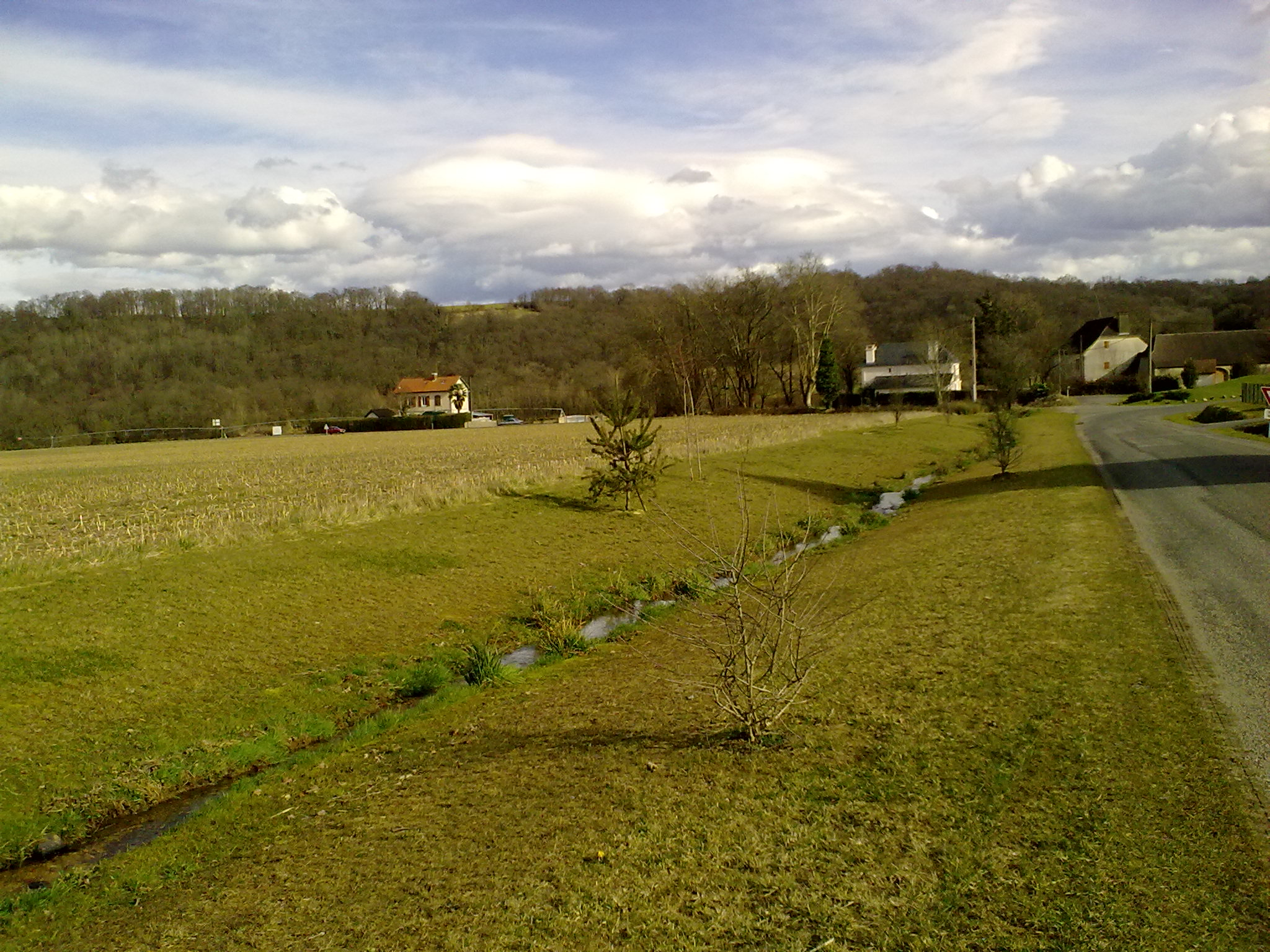
Landschaft bei Monassut-Audiracq

## Geschichte
Ein Zeuge der Besiedelung des Landstrichs in der Urgeschichte ist ein ehemaliges Lager, das auf dem Gebiet der Gemeinde zutage gefördert wurde. Es enthielt auf mehr als einen Hektar Fläche zwei von Gräben umsäumte Ringwälle und ein ansehnliches Hügelgrab, dessen zentraler Dolmen 1963 abgebrochen wurde.
In Audiracq sind heute Reste einer befestigten Anlage mit Ringmauer aus dem 10. und 11. Jahrhundert zu erkennen. Die Ruine einer Kapelle einer früheren Pfarrgemeinde ist in der Karte von Cassini von 1750 unter dem Namen Eglisias verzeichnet. Im Mittelalter gehörten Monassut und Audiracq zu Gerderest und besaßen jeweils ein Laienkloster als Vasall des Vicomtes von Béarn. Bei der Volkszählung von 1385 wurden in Monassut, Audiracq und Gerderest zusammen 25 Haushalte gezählt und vermerkt, dass sie zur Bailliage des Erzpriestertums von Lembeye gehörten.
1833 hat sich die frühere Gemeinde Audiracq mit der früheren Gemeinde Monassut zur Gemeinde Monassut-Audiracq zusammengeschlossen.
Am 13. Juli 1944 kam es in Monassut zu einer bewaffneten Auseinandersetzung zwischen einer Gruppe Maquisards, französischen Partisanen der Résistance, und einem Konvoi von deutschen Besatzungstruppen und Milizionären mit hohen Verlusten auf beiden Seiten.
Toponyme und Erwähnungen von Monassut waren:
- 1372, Verträge des Notars Luntz, Blatt 28,
- Monassut (1750, Karte von Cassini),
- Monassud (1777, Register von Gerderest),
- Mounasset (1793, Notice communale),
- Monnassut (1801, Bulletin des lois) und
- Monassut (1863, Dictionnaire topographique du département des Basses-Pyrénées)[7][8][5]

Toponyme und Erwähnungen von Audiracq waren:
- Audirac (1385, Volkszählung im Béarn) und
- Audiracq (1750, 1793 und 1801, Karte von Cassini, Notice communale bzw. Bulletin des lois).[8][7][9]

### Einwohnerentwicklung
Nach zwei Höchstständen der Einwohnerzahl von rund 530 um 1840 und um 1880 reduzierte sich die Zahl bei kurzen Erholungsphasen bis zu den 1930er Jahren auf ein Niveau von rund 300, das bis etwa 2010 gehalten wurde, bevor ein moderates Wachstum einsetzte.
| Jahr      | 1962 | 1968 | 1975 | 1982 | 1990 | 1999 | 2006 | 2009 | 2022 |
| --------- | ---- | ---- | ---- | ---- | ---- | ---- | ---- | ---- | ---- |
| Einwohner | 271  | 262  | 317  | 321  | 289  | 309  | 292  | 329  | 372  |

## Sehenswürdigkeiten

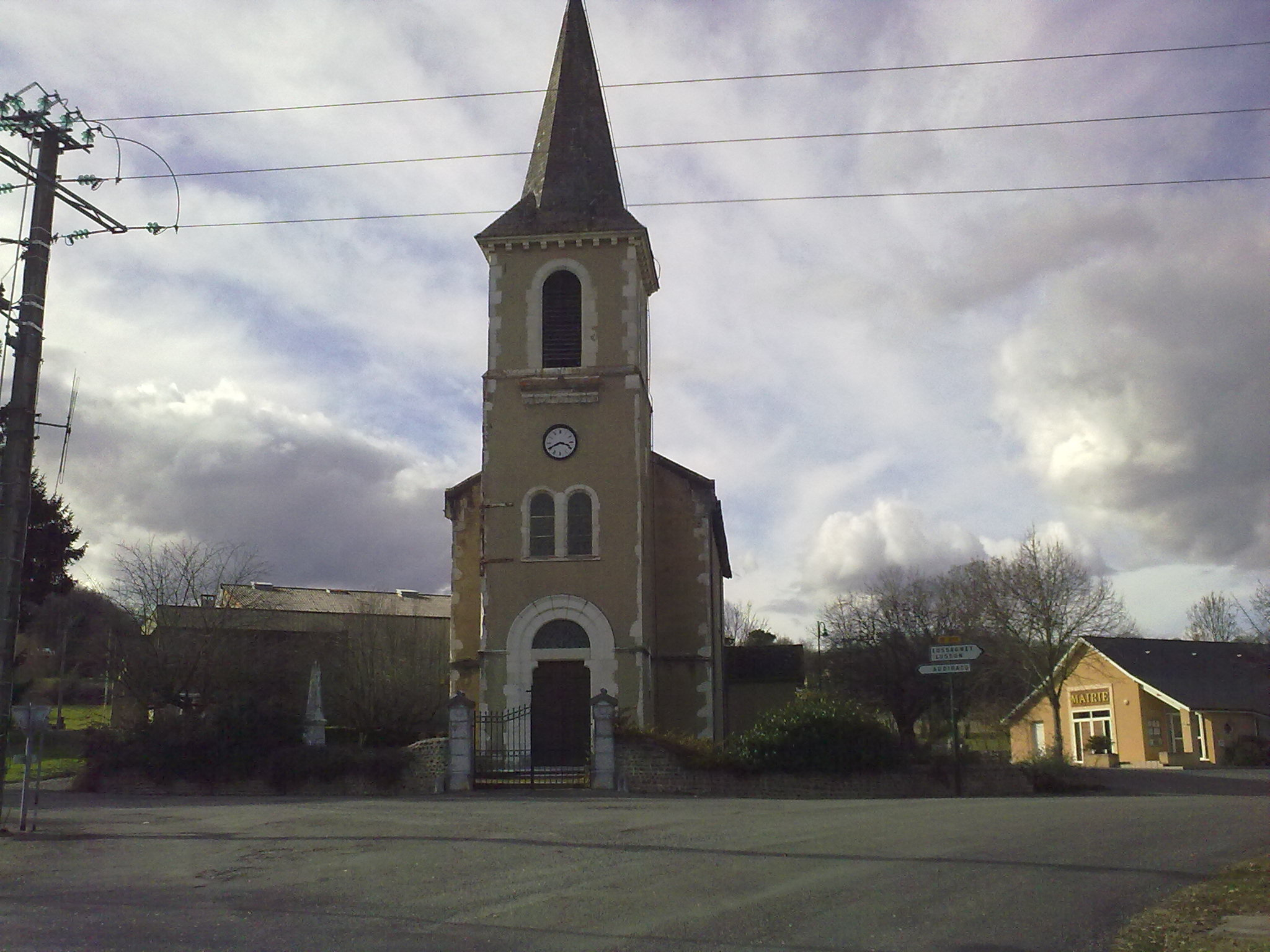
Pfarrkirche Saint-Martin in Monassut

- Pfarrkirche von Monassut, geweiht Martin von Tours. Sie ist ein in der zweiten Hälfte des 19. Jahrhunderts errichteter Neubau, der die einfache Vorgängerkirche ersetzte, die sich vor 1829 südlich des ehemaligen Laienklosters befand. Ihr einschiffiges Langhaus ist nach Westen hin mit einem viereckigen Glockenturm über dem Eingangsvorbau abgeschlossen, der von einem polygonalen Helm bedeckt ist. Das Taufbecken aus dem 18. Jahrhundert und die Glocke sowie ein Gemälde aus dem 19. Jahrhundert sind als nationale Kulturgüter registriert.[11][12]

- Pfarrkirche von Audiracq, gewidmet Mariä Himmelfahrt. Auch wenn keine genaue Datierung vorliegt, wird vermutet, dass die kleine ländliche Kirche bereits im Laufe des Frühmittelalters gebaut worden ist. Ein Glockengiebel ragt aus dem Langbau mit einem Kirchenschiff empor, dessen Glocke mit zwei kleinen Vordächern geschützt wird. Die Glocke  misst 57 cm in der Höhe und 68 cm im Durchmesser und ist 1808 vom Glockengießer Pierre Ebrard gefertigt worden. Ein Bleiglasfenster der Kirche datiert aus dem Ende des 19. Jahrhunderts und ist ein Werk der Glasmalerei Mauméjean, drei weitere sind Werke des Glasmalers Arcencam aus dem Beginn des 20. Jahrhunderts. Weitere Ausstattungsgegenstände datieren aus dem 17. bis 19. Jahrhundert und sind als nationale Kulturgüter registriert.[13][14][15]

- Schloss von Audiracq. Es war der Sitz des in der Nähe der Pfarrkirche von Audiracq befindlichen Laienklosters, das 1364 erstmals in den Aufzeichnungen erwähnt wurde, als Ramon, Grundherr von Audiracq, Gaston Fébus, Vicomte von Béarn, seine Ehrerbietung zeugte. Die Besitzer des Laienklosters lassen sich im Laufe der Jahrhunderte verfolgen: Odet d’Audiracq (1538), Ramonet d’Ostabent (1546), Isaac de Bourdiu (1616), Isaac de Lafargue (1639), Familie Belloc (1741), Lasserre (1764), Jean-Baptiste de Ribeaux (1778) bis Jean-Baptiste Dupoey (1786). Das Gebäude wurde wahrscheinlich in den Hugenottenkriegen zerstört und zum großen Teil am Ende des 16. Jahrhunderts wieder aufgebaut. Einzelne Elemente, wie z. B. der Kamin, stammen aus dieser Epoche. Auf der Karte von Cassini ist das Schloss als Bellocq eingetragen. In der Folge wurde das Gebäude umgestaltet und bewahrt bis heute zahlreiche Elemente aus dem 18. und 19. Jahrhundert, z. B. eine Wendeltreppe ohne Treppenauge.[16][17]

## Wirtschaft und Infrastruktur
Die Landwirtschaft ist traditionell der wichtigste Wirtschaftsfaktor der Gemeinde.

### Bildung
Monassut-Audiracq verfügt über eine öffentliche Vor- und Grundschule mit 63 Schülerinnen und Schülern im Schuljahr 2017/2018.

### Verkehr
Monassut-Audiracq ist angeschlossen an die Routes départementales 211 und 943, der ehemaligen Route nationale 643, und ist über eine Linie des Busnetzes Transports 64 mit Pau und anderen Gemeinden des Départements verbunden.

## Persönlichkeiten
Pierre Poumadère, geboren am 6. Oktober 1907 in Monassut-Audiracq, gestorben am 2. April 1995 in Pamiers (Département Ariège), war französischer Politiker. Er war im Zweiten Weltkrieg in der Résistance aktiv und von 1945 bis 1951 Abgeordneter der Parti communiste français im Département Ariège.